# Bella Račinskaja
Bella Račinskaja in russo Белла Рачинская?, più comunemente traslitterato come Bella Ratchinskaia o Bella Ratchinskaja (Vorkuta, 22 novembre 1953) è una ballerina e coreografa russa.

## Biografia
Frequenta e si diploma con onore presso l'Accademia di Stato del Balletto di Perm'. Successivamente partecipa al concorso dell'URSS per giovani ballerini e si trasferisce a Leningrado dove intraprende la carriera di ballerina classica presso il teatro. Dal 1972 è solista presso la compagnia "Choreographical Miniatures" diretta da Leonid Veniaminovič Jakobson dove spazia tutto il repertorio dei canoni classici e gode del prestigio coreografico personale. Ottiene diverse premiazioni per i successi ottenuti durante le tournée internazionali. Negli stessi anni comincia a muovere i primi passi nella creazione coreografica ricevendo consenso dal pubblico sovietico.
Nel 1976 viene ammessa al corso di laurea in pedagogia del balletto classico presso l'Accademia Vaganova che termina con il diploma d'onore ottenendo il massimo dei voti e il titolo ufficiale di pedagogo del balletto classico, delle danze storiche, di carattere e repertorio. Subito dopo entra a far parte del corpo docente dell'Accademia Vaganova e parallelamente avvia una fervida collaborazione con il Ministero della Cultura della Mongolia portando lì l'educazione e la metodologia del balletto classico della scuola Vaganova. Nel 1989 viene premiata con il Diploma e Simbolo del Ministero della Cultura dell'URSS e della Mongolia per il merito professionale ottenuto.
Nel 1989 si trasferisce a Milano dove lavora al Teatro alla Scala in qualità di maître de ballet e insegnante di danza classica presso la Scuola di ballo del Teatro alla Scala. Negli stessi anni, sotto il protettorato del direttore del corpo di ballo del teatro Giuseppe Carbone, avvia il corso di formazione "maître de ballet" che ha le finalità di formare i futuri insegnanti del balletto classico. Dalla seconda metà degli anni '90 ha ripreso l'attività  coreografica e un'attiva collaborazione con teatri e compagnie internazionali nelle produzioni dei balletti classici. Così nel 1996 crea il "Class Ballet" per Sarasota Ballet Company of Florida, tra il '97 e '99 porta sul palco del Teatro Carcano di Milano numerosi saggi coreografici, nel '99 collabora con la Compagnia de la Comunidad de Madrid sotto la direzione di Victor Ullate, nello stesso anno lavora su La bella addormentata per il Teatro dell'Opera di Budapest sotto la direzione di Gyula Harangozo. Dal 1999 al 2003 lavora come maître presso la compagnia del Wiener Staatsoper sotto la direzione di Renato Zanella curando soprattutto le produzioni dei balletti classici.
Nel 2002 e il 2003 rispettivamente crea coreografie e prepara il repertorio per il Nacht des Ballet Gala e il Fanny Elssler Gala di Eisenstadt e nello stesso anno è ospite al Dutch National Ballet. Tra il 2004 e il 2011 riprende la collaborazione in Italia prima con il Teatro e l'Accademia di Danza dell'Opera di Roma e poi con l'Accademia di Ballo del Teatro alla Scala di Milano mantenendo sempre vivo interesse per l'attività coreografica e realizzando dei balletti classici e demi-caractére per gli allievi, tra questi da ricordare La balalaika magica per il saggio all'Opera di Roma nel 2007 su musiche del folclore russo e per l'anno dopo Colombine e Pulcinella su musiche di Giuseppe Verdi. Negli stessi anni fa parte e presiede giurie in diversi concorsi di danza in Austria, Italia, Svizzera. Riceve riconoscimenti dalla critica e premiazioni per il contributo reso alla danza, tra questi il premio Petruzzelli e il premio Crisalide.
Dal 1997 è patron della Russian Ballet Association  con sedi in Svizzera, Italia, Inghilterra e Giappone.
Dal 2012 lavora presso l'Accademia e il teatro dell'Opera di Vienna. In collaborazione con la direttrice Simona Noja realizza coreografie per gli allievi tra cui il balletto in due atti "Cipollino" creato nel 2013 e andato in scena sul palco del Teatro dell'Opera di Vienna, "Frühling in Wien" creato per il saggio dell'Accademia del 2014, nel 2015 "Avant-Scéne" opera in un atto sulle musiche di Offenbach/Anderson/Arbeau e Strauss, nel 2016 un revival di "Chopiniana". Per il "Nurejev Gala" della Wiener Staatsoper, che tradizionalmente chiude la stagione artistica del teatro ha realizzato la Laurencia per la stagione del 2012 e la Paquita per la stagione del 2014.